# Euphorbia ecorniculata
Euphorbia ecorniculata là một loài thực vật có hoa trong họ Đại kích. Loài này được Kitam. mô tả khoa học đầu tiên năm 1958.